# Église grecque-catholique croate et serbe
L'Église grecque-catholique croate et serbe (également appelée Église gréco-catholique croate et serbe) est une des Églises catholiques orientales. Le chef de l'Église porte le titre d'Évêque de Križevci des Byzantins, avec résidence à Zagreb en Croatie.

## Histoire
L'union à Rome a eu lieu en 1612.

## Organisation
Au 6 décembre 2018, l'Église grecque-catholique croate compte deux éparchies : d'une part l'éparchie de Križevci pour les fidèles vivant en Croatie, en Bosnie-Herzégovine et en Slovénie ; et d'autre part l'Éparchie Saint-Nicolas de Ruski Krstur des Byzantins pour les fidèles vivant en Serbie.
| Nom                                                                     | Siège        | Territoire                          | Ordinaire    | Province ecclésiastique |
| ----------------------------------------------------------------------- | ------------ | ----------------------------------- | ------------ | ----------------------- |
| Diocèse de Križevci (Crisiensis)                                        | Križevci     | Croatie Bosnie-Herzégovine Slovénie | Milan Stipić | Zagreb                  |
| Éparchie Saint-Nicolas de Ruski Krstur des Byzantins (Eparchia Serbiae) | Ruski Krstur | Serbie                              | Đura Džudžar | —                       |

En 2005, l'éparchie comptait 46 paroisses et environ 21.300 fidèles.
Ceux du Monténégro dépendent depuis 2013 de l'ordinaire latin du diocèse de Kotor ou de l'archidiocèse de Bar.